# Det finns ingenting att vara rädd för
Det finns ingenting att vara rädd för är en roman av författaren Johan Heltne som är utgiven 2014 av Natur & Kultur.

## Handling
Romanen handlar om tonåringen Jonatan som växer upp i Livets Ord i Uppsala och går på församlingens gymnasium. 
Då huvudpersonen brottas med frågor som tro och tvivel, sjukdom, helande, förälskelse och sexualitet beskriver romanen bland annat hur psykologiska spänningar uppstår i mötet med extremistisk religiositet. Den unge pojkens tankar och känslor i en period när han håller på att bli vuxen och samtidigt är sjuk, kompliceras betydligt när han omsluts av en miljö med auktoritativ predikan, kontroll av livsstil och hierarkisk ledarskapsstruktur som enligt bokens beskrivningar återfanns hos pastorerna på Livets Ord och på gymnasieskolan. Några av miljöerna som läsaren får följa i boken är Livets Ord i Uppsala, en skolresa till Israel och en vistelse på sjukhus.

## Recensioner
- Svenska Dagbladet: http://www.svd.se/kultur/litteratur/den-svara-vagen-ut-ur-sekten_3426196.svd
- Dagen: http://www.dagen.se/kultur/han-l%C3%A4mnade-livets-ord-andlighet-blev-n%C3%A5got-f%C3%B6rgiftat-1.95488
- Hufvudstadbladet: http://hbl.fi/kultur/recension/2014-05-07/603401/johan-heltne-i-den-religiosa-tortyrkammaren
- Göteborgsposten: https://web.archive.org/web/20141129022827/http://www.gp.se/kulturnoje/recensioner/bocker/1.2367675-johan-heltne-det-finns-ingenting-att-vara-radd-for
- Sveriges Radio: http://sverigesradio.se/sida/artikel.aspx?programid=478&artikel=5827540